# Stariza
Stariza (russisch Старица) ist eine Kleinstadt in der Oblast Twer (Russland) mit 8607 Einwohnern (Stand 14. Oktober 2010).

## Geografie
Die Stadt liegt am Ostrand der Waldaihöhen etwa 75 Kilometer südwestlich der Oblasthauptstadt Twer bei der Mündung des gleichnamigen Flüsschens Stariza in die Wolga.
Stariza ist Verwaltungszentrum des gleichnamigen Rajons.
Zwölf Kilometer von der Stadt entfernt liegt ihr Bahnhof an der auf diesem Abschnitt 1878 eröffneten Eisenbahnstrecke Lichoslawl–Torschok–Rschew–Wjasma (Streckenkilometer 93).

## Geschichte

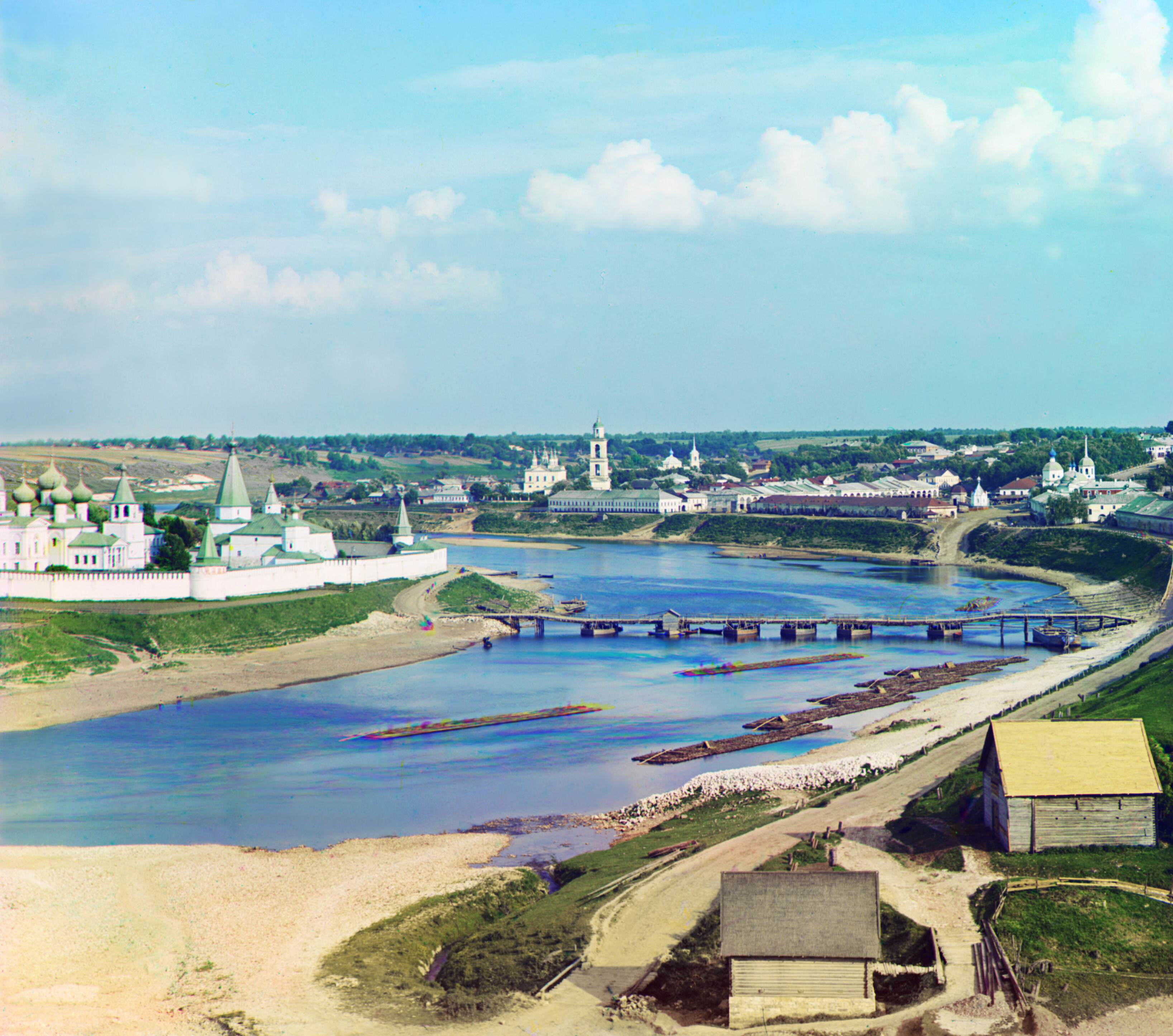
Stariza im Jahre 1912. Frühes Farbfoto von Sergei Prokudin-Gorski

Der Ort entstand 1297 als Festung Nowy gorod (russisch für Neue Stadt, auch bekannt als Gorodok na Starize/Städtchen an der Stariza oder Wyssoki Gorodok/Hohes Städtchen).
Gegen Ende des 14. Jahrhunderts bürgerte sich der Name Stariza ein. 1485 kam der Ort mit dem Fürstentum Twer zum Großfürstentum Moskau.
1775 wurde das Stadtrecht als Verwaltungszentrum eines Kreises (Ujesds) verliehen. Im 18. und 19. Jahrhundert ist Stariza eine wichtige Anlegestelle am Wasserweg zwischen Wolga bzw. Moskau und Sankt Petersburg.
Im Zweiten Weltkrieg wurde Stariza am 12. Oktober 1941 von der deutschen Wehrmacht besetzt und am 1. Januar 1942 von Truppen der Kalininer Front der Roten Armee im Rahmen der Kalininer Operation zurückerobert.

### Bevölkerungsentwicklung
| Jahr | Einwohner |
| ---- | --------- |
| 1897 | 6368      |
| 1926 | 3400      |
| 1939 | 4500      |
| 1959 | 4905      |
| 1970 | 6244      |
| 1979 | 7518      |
| 1989 | 9120      |
| 2002 | 9125      |
| 2010 | 8607      |

Anmerkung: Volkszählungsdaten (1926 gerundet)

## Kultur und Sehenswürdigkeiten

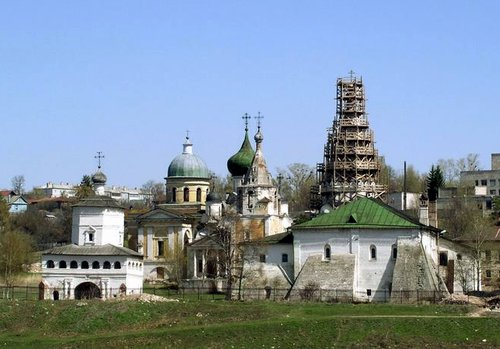
Mariä-Himmelfahrts-Kloster

Stariza ist eine der besterhaltenen Kleinstädte im Westteil Russlands. Hier befindet sich der Komplex des im 12. Jahrhundert gegründeten Mariä-Himmelfahrts-Klosters (Успенский монастырь/Uspenski monastyr) mit der Mariä-Himmelfahrts-Kirche (Успенская церковь/ Uspenskaja zerkow) von 1530, der Dreifaltigkeitskathedrale (Троицкий собор/Troizki sobor), der Mariä-Tempelgang-Kirche (Введенская церковь/Wwedenskaja zerkow) von 1570 und der Apostel-Johannes-Kirche (церковь Иоанна Богослова/zerkow Ioanna Bogoslowa) von 1594 sowie dem Mönchszellentrakt und anderen Gebäuden. Außerdem sind in der Stadt die Paraskewa-Freitags-Kirche (церковь Параскевы Пятницы/zerkow Paraskewy Pjatnizy) von 1750, die Boris-und-Gleb-Kathedrale (Борисоглебский собор/Borissoglebski sobor) von 1808 bis 1820, die Erlöserkirche (Спасская церковь/Spasskaja zerkow) mit Glockenturm von 1827 und weitere erhalten.
Die Stadt besitzt ein Heimatmuseum.
In der Umgebung der Stadt liegen die ehemaligen Adelslandsitze Pawlowsk, Malinniki und Bernowo. In letzterem, welcher der Familie Wulfow gehörte, wurde ein Puschkin-Museum eingerichtet.

## Wirtschaft
In Stariza gibt es Betriebe der Textil-, elektrotechnischen und Lebensmittelindustrie.

## Söhne und Töchter der Stadt
- Jewgeni Paschukanis (1891–1937), Jurist und Rechtsphilosoph
- Lew Sabakin (1746–1813), Mechaniker und Erfinder